# Instituto de Pesquisas Energéticas e Nucleares

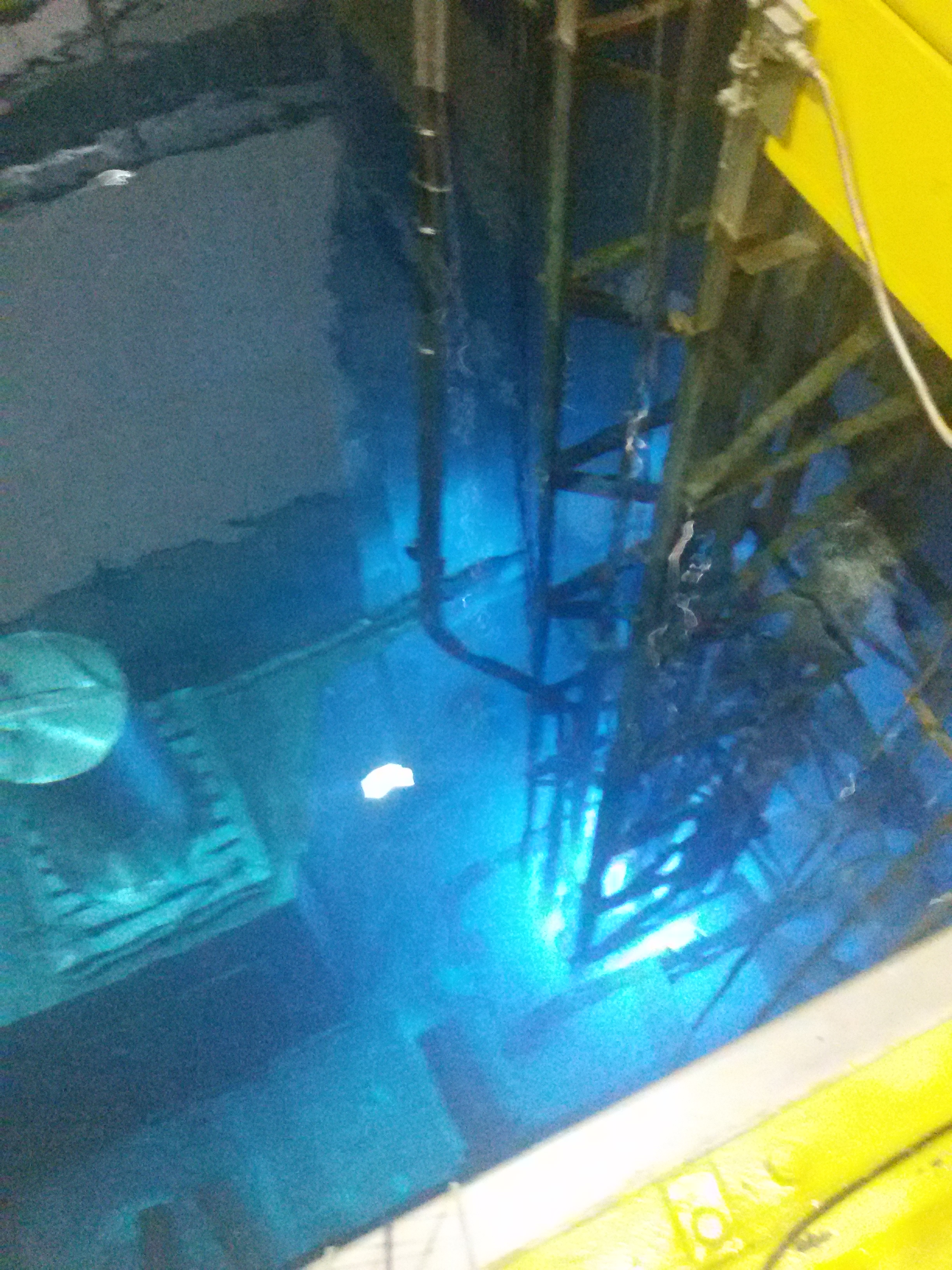
Núcleo do Reator Nuclear de Pesquisa IEA-R1, no IPEN/CNEN (visível o efeito Tcherenkov e seu característico brilho azul)

O Instituto de Pesquisas Energéticas e Nucleares (IPEN/CNEN) é uma instituição pública de pesquisa técnico-científica, desenvolvimento e ensino, gerido técnica e administrativamente pela Comissão Nacional de Energia Nuclear (CNEN), autarquia do Ministério da Ciência, Tecnologia e Inovação (MCTI). O instituto é vinculado à Secretaria de Desenvolvimento Econômico do Estado de São Paulo e também é associado à Universidade de São Paulo (USP), para fins de ensino e pós-graduação. Fundado em 31 de agosto de 1956, o IPEN está localizado na Cidade Universitária Armando de Salles Oliveira (USP), ocupando uma área de 500.000 m2 e contando com cerca de 650 servidores e 400 alunos de pós-graduação.
O IPEN caracteriza-se pela multidisciplinaridade de sua atuação nas áreas de saúde, meio ambiente, aplicações de técnicas nucleares, materiais, segurança radiológica, reatores nucleares e fontes alternativas de energia. O conhecimento gerado por seus pesquisadores e técnicos resulta em produtos e serviços de alto valor econômico e estratégico para o país. Programas de ensino e informação científica possibilitam levar esse conhecimento para a sociedade e diversas outras instituições de pesquisa. Na área de gestão tecnológica, são realizadas avaliações anuais do Plano Diretor, visando à melhoria do desempenho da organização.
Em medicina nuclear, são realizados aproximadamente dois milhões de procedimentos médicos com radiofármacos produzidos na instituição. Equipamentos como o acelerador de partículas cíclotron e o reator nuclear de pesquisas IEA-R1 são utilizados para a produção de radioisótopos, matérias-primas para a fabricação dos radiofármacos. O IEA-R1 é o principal reator nuclear de pesquisas do Brasil, fundamental no desenvolvimento de pesquisas e na prestação de serviços de irradiação.
As tecnologias desenvolvidas em química e meio ambiente possibilitam análises que subsidiam políticas públicas ambientais. Pesquisas no campo do ciclo do combustível contribuíram para desenvolvimentos em áreas correlatas como cerâmicas, metais, vidros, cristais, lasers e células a combustível. Técnicas de engenharia genética permitem sintetizar em laboratório hormônios para o tratamento de doenças. A irradiação possibilita conservar alimentos sem perda de suas propriedades nutricionais, esterilizar tecidos humanos, materiais médicos e cirúrgicos, entre outros, além de tratar efluentes industriais. Até mesmo a preservação de obras do patrimônio histórico, artístico e cultural beneficia-se da tecnologia nuclear. Para atingir seus objetivos, o instituto incentiva parcerias e intercâmbios com instituições públicas e empresas.
Desde 1998, o instituto abriga o Centro de Inovação, Empreendedorismo e Tecnologia (Cietec) para estimular projetos inovadores, estreitando os laços entre empresas e instituições de pesquisa. O Cietec é uma iniciativa que reúne a Secretaria de Desenvolvimento Econômico, Sebrae/SP, USP, IPT, IPEN e MCTIC.